# Onthophagus miles
Onthophagus miles là một loài bọ cánh cứng trong họ Bọ hung (Scarabaeidae).